# دهستان جایزان
دهستان جایزان نام دهستانی در بخش جایزان شهرستان امیدیه، استان خوزستان در ایران است. براساس سرشماری مرکز آمار ایران در سال ۱۳۸۵، جمعیت آن ۵۲۷۳ نفر (۱۱۲۹ خانوار) بوده‌است.